# Zdraveț, Tărgoviște
Zdraveț (în bulgară Здравец) este un sat în comuna Tărgoviște, regiunea Tărgoviște,  Bulgaria. 

## Demografie
Componența etnică a satului Zdraveț
     Bulgari (50,6%)
     Nicio identificare (3,96%)
     Altele (45,42%)
La recensământul din 2011, populația satului Zdraveț era de 328 locuitori. Din punct de vedere etnic, majoritatea locuitorilor (50,6%) erau bulgari. Pentru 3,96% din locuitori nu este cunoscută apartenența etnică.